# 劉惇
劉惇（？—？），字子仁，平原人。東漢末及三國時東吳官員，擅長占星術數。與吳範、趙達、嚴武、曹不興、皇象、宋壽和鄭嫗合稱東吳「八絕」。

## 生平
劉惇因戰亂而避亂各地，客遊廬陵，作為孫輔的部下。因觀天象而占卜而聞名南方，每當有水災、旱災或賊匪作亂，他都預先預報日期，沒有一次失誤。此事令到孫輔很驚奇，任命劉惇為軍師，軍中人人都尊敬他，號曰「神明」。
建安年間，一次孫權在豫章，見星象有變化，於是問劉惇，劉惇答：「災在丹楊。」又說「客勝主人，到某日當得問。」當時邊鴻作亂，殺死丹楊太守孫翊，一切都好像劉惇所說那樣。
劉惇所有術數都通曉，尤其對太乙最為清楚，每次都可以將事情完整地推演出來，其中最重要和微妙的都清楚，連當時名儒刁玄都稱奇。而劉惇亦珍愛他的技術，不肯告訴或教授其他人，所以世間無人清楚他的技術是怎樣。

## 延伸阅读
[在维基数据编辑]
 《三國志/卷63》，出自陳壽《三國志》